# ناحیه منشی‌گنج
ناحیه منشی‌گنج (به لاتین: Munshiganj District) یک ناحیه در بنگلادش است که در استان داکا واقع شده‌است.

## خصوصیات
ناحیه منشی‌گنج ۱٬۰۰۴٫۲۹ کیلومترمربع مساحت و ۱٬۴۴۵٬۶۶۰ نفر جمعیت دارد.